# Silvan S. Schweber
Silvan Samuel Schweber (10 avril 1928 à Strasbourg – 14 mai 2017) est un physicien théoricien et historien des sciences américain d'origine française.

## Biographie
En 1944, Schweber commence à étudier la chimie au City College de New York et, en 1947, il s'inscrit à l'Université de Pennsylvanie pour étudier la physique, où il étudie avec Walter Elsasser et Herbert Jehle. Après avoir obtenu sa maîtrise en 1949, il entre à l'Université de Princeton, où il étudie avec David Bohm et Eugene Wigner. En 1952, il reçoit son doctorat sous la direction d'Arthur Wightman.
Après cela, il est boursier postdoctoral avec Hans Bethe à l'Université Cornell et en 1954 au Carnegie Institute of Technology de Pittsburgh. À partir de 1955, il est professeur à la nouvelle université Brandeis.
Il écrit un livre sur la théorie quantique relativiste des champs publié en 1961.
À partir de 1981, Schweber est professeur associé au Département d'histoire des sciences de l'Université Harvard. Il est également membre de l'American Physical Society, de l'American Association for the Advancement of Science et de l'American Academy of Arts and Sciences.
En 2011, il reçoit le Prix Abraham-Pais d'histoire de la physique.
Schweber est décédé le 14 mai 2017 à Cambridge, Massachusetts.

## Publications
- QED and the Men Who Made It : Dyson, Feynman, Schwinger and Tomonaga (1994)
- In the Shadow of the Bomb : Oppenheimer, Bethe and the Moral Responsibility of the Scientist (2007)
- Einstein and Oppenheimer : The Meaning of Genius (2009)
- Nuclear Forces: The Making of the Physicist Hans Bethe (2012)